# Trhovište
Trhovište este o comună slovacă, aflată în districtul Michalovce din regiunea Košice. Localitatea se află la altitudinea de 132 m deasupra n.m., se întinde pe o suprafață de 12,56 km2 și în 2017 număra 1.985 de locuitori.

## Istoric
Localitatea Trhovište este atestată documentar din 1220.

## Demografie
| An:                | 1994 | 2004    | 2014   | 2024    |
| ------------------ | ---- | ------- | ------ | ------- |
| Număr de persoane: | 1545 | 1816    | 1913   | 2161    |
| Diferență:         |      | +17,54% | +5,34% | +12,96% |

| An:                | 2023 | 2024   |
| ------------------ | ---- | ------ |
| Număr de persoane: | 2140 | 2161   |
| Diferență:         |      | +0,98% |